# Пятов, Еремей Ларионович
Еремей Ларионович Пятов (или Пятово) — воевода Русского царства в XVII веке. 
О его детстве и отрочестве Еремея Пятова сведений практически не сохранилось, да и прочие биографические сведения о нём очень скудны и отрывочны; известно, что он был представителем рода Пятовых (отрасль дворянского рода Плещеевых).
В 1673 году, будучи «капитаном» стрелецким, Еремей Ларионович Пятов участвовал во встрече послов шведского короля в качестве «головы» у людей боярских.
В 1676 году Еремей Ларионович Пятов был уже стряпчим и в том же году был назначен воеводой Туринским. 
В мае 1679 года он возвратился в город Москву, в следующем году был пожалован стольником, а в 1681 году отправлен был служить воеводой в Илимский острог. В 1694 году Пятов «дневал и ночевал» у гроба Натальи Кирилловны Нарышкиной — второй жены царя Алексея Михайловича и матери первого Императора Всероссийского Петра Великого. 
Его брат Иван Ларионович в 1672—1678 гг. был воеводой в Новосиле.